# Asclepias californica
Asclepias californica är en oleanderväxtart som beskrevs av Edward Lee Greene. Asclepias californica ingår i släktet sidenörter, och familjen oleanderväxter.

## Underarter
Arten delas in i följande underarter:
- A. c. californica
- A. c. greenei